# Автомобильная промышленность СССР

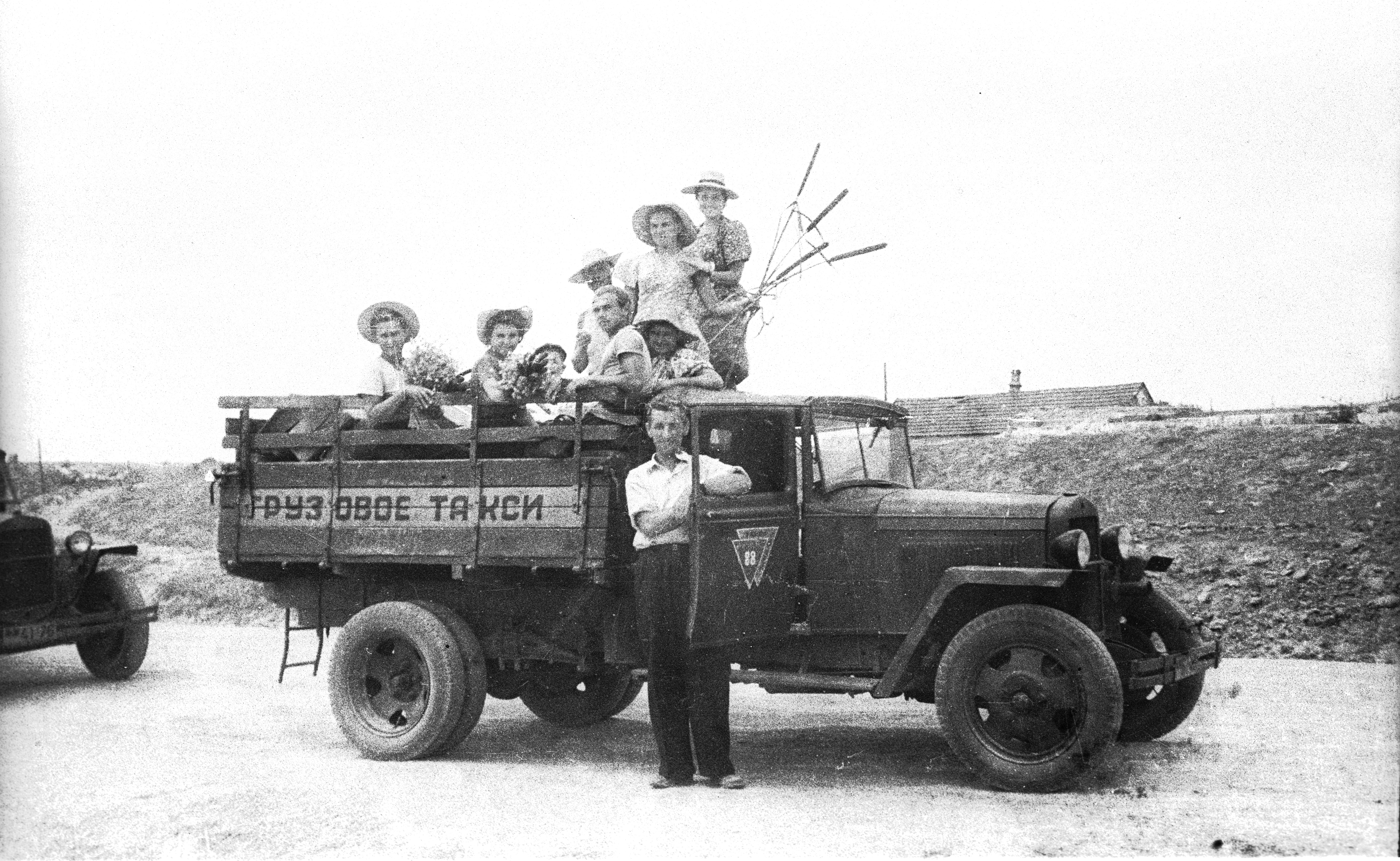
«Полуторка» — символ раннего советского автопрома

Автомобильная промышленность СССР — отрасль промышленности СССР.
Первоначально советская автомобильная отрасль промышленности являлась наследником автомобилестроения Российской империи. При СССР произошёл мощный скачок развития отрасли от штучной стапельной сборки к крупносерийному конвейерному производству. После распада СССР отдельные автомобильные предприятия отрасли стали собственностью новых государств — наследников бывших советских республик. В России, Украине и Белоруссии остатков советского автомобилестроения оказалось достаточно для формирования национальных отраслей. Отдельные заводы в других республиках (например, Грузии или Латвии) не смогли пережить разрыв кооперации и изменение экономической модели и были закрыты.

## Предыстория
Одним из зачинателей автомобилестроения в Российской империи был Е. А. Яковлев, четырёхколёсный легковой автомобиль которого успешно демонстрировался в 1896 г. на Всероссийской промышленной выставке в Нижнем Новгороде. Первый российский грузовой автомобиль, построенный Борисом Луцким, экспонировался в 1900 году на Всемирной выставке в Париже и получил большую серебряную медаль.
Промышленное производство автомобилей было организовано в Риге, на Русско-Балтийском заводе, где с 1908 по 1915 годы выпустили 450 автомобилей. Впоследствии в России появился ряд частных автофирм: Яковлев П.Д. и «Лесснер» в Петербурге, «Россия» Лейтнера и К° в Риге, «Дукс» Ю. А. Меллера в Москве, «Аксай» в Нахичевани и некоторые другие. Однако, по тем или иным причинам все они отошли от производства автомобилей, а петербургская экипажная мастерская «Фрезе и К°» в 1909 году была куплена Русско-Балтийским вагонным заводом, который организовал на её мощностях кузовное производство.
К 1912 году в России было всего 2 действующих автомобильных завода: Русско-Балтийский вагонный завод в Риге, выпускавший с 1909 года Руссо-Балты, и завод Пузырёва (РАЗИПП) в Петербурге, приступивший к выпуску автомобилей собственной конструкции в 1911 году.
Первая мировая война выявила острую потребность русской армии в автомобилях. Поэтому в 1916 году царским правительством были выделены казённые средства в объёме 11 миллионов рублей и Главное военно-техническое управление в феврале-мае 1916 года подписало контракты на постройку шести автомобильных заводов:
- В Москве — с «Торговым домом Кузнецова, Рябушинских и К˚» — для выпуска автомобилей FIAT 15 Ter в объёме 1500 машин в год.
- в Ярославле — с «Акционерным обществом воздухоплавания В. А. Лебедев» — для выпуска автомобилей Crossley 20/25HP в объёме 1500 машин в год.
- В подмосковных Филях — с Акционерным обществом Русско-Балтийского вагонного завода — для выпуска автомобилей Руссо-Балт С24/40 в объёме 1500 машин в год.
- в Рыбинске — с Акционерным обществом «Русский Рено» — для выпуска автомобилей Рено в объёме 1500 машин в год.
- В Нахичевани — с товариществом «Аксай» — для выпуска автомобилей в объёме 1500 машин в год.
- в Мытищах (посёлок Новоперловский) — с «Британской инженерной компанией Сибири „Бекос“» — на постройку «Казённого завода военных самоходов» (КЗВС) с производительностью 3000 автомобилей в год[5].

Таким образом, общая мощность новых заводов должна была составить 10 500 автомобилей в год. Однако, из-за революций 1917 года, инфляции, высоких процентных ставок по кредитам, и наконец, из-за коллапса транспортной системы страны, строительство ни одного из перечисленных заводов завершено не было. Единственным заводом, который успел до революции приступить к выпуску автомобилей стал построенный Рябушинскими в Москве завод Автомобильного Московского общества (АМО), из импортированных итальянских машинокомплектов там собрали в 1917 году 432 автомобиля FIAT 15 Ter (всего до 1919 года было собрано 1319 машин).
Тем не менее затраченные усилия не пропали даром — после революции автомобильные заводы были достроены, хотя судьба их сложилась по-разному, и лишь два из них сохранили первоначальную специализацию:
- Завод «Автомобильного Московского общества» (АМО) стал одним из лидеров советского автомобилестроения, последовательно сменив названия АМО, ЗИС, ЗИЛ, АМО ЗИЛ.
- Завод Лебедева в Ярославле в советское время выпускал тяжёлые грузовики ЯАЗ и дал начало таким маркам, как МАЗ и КрАЗ. С 1958 года завод специализируется на выпуске моторов — сегодня это ОАО «Автодизель» (Ярославский моторный завод).
- Завод «Руссо-Балт» в Филях после 1917 года выпустил всего несколько автомобилей, а с 1923 года перешёл на производство самолётов, а затем ракет — сегодня это ведущее авиационно-космическое предприятие России — ГКНПЦ им. Хруничева.
- Завод «Британской инженерной компании Сибири „Бекос“» в Мытищах после нескольких объединений вошёл в состав сегодняшнего РКК Энергия
- Завод «Русский Рено» в Рыбинске также был передан в авиационную промышленность и с 1928 года занимается производством авиамоторов — в настоящее время это НПО Сатурн (Рыбинские моторы).
- Завод товарищества «Аксай» продолжил заниматься выпуском сельскохозяйственных машин, сегодня это ростовский завод «Красный Аксай».

## История советской автомобильной промышленности с 1924 по 1991 год

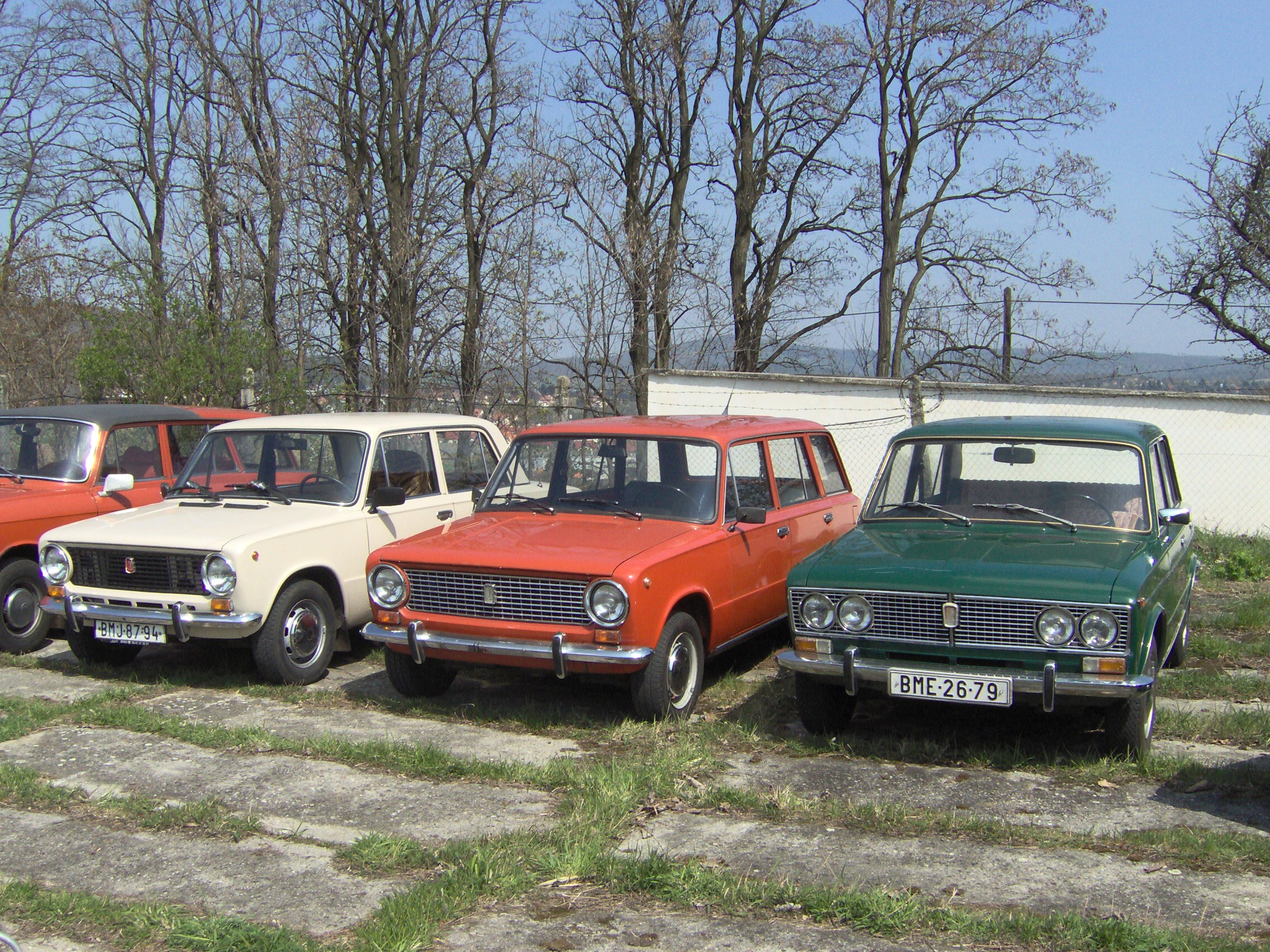
«Жигули» — самые массовые автомобили в СССР

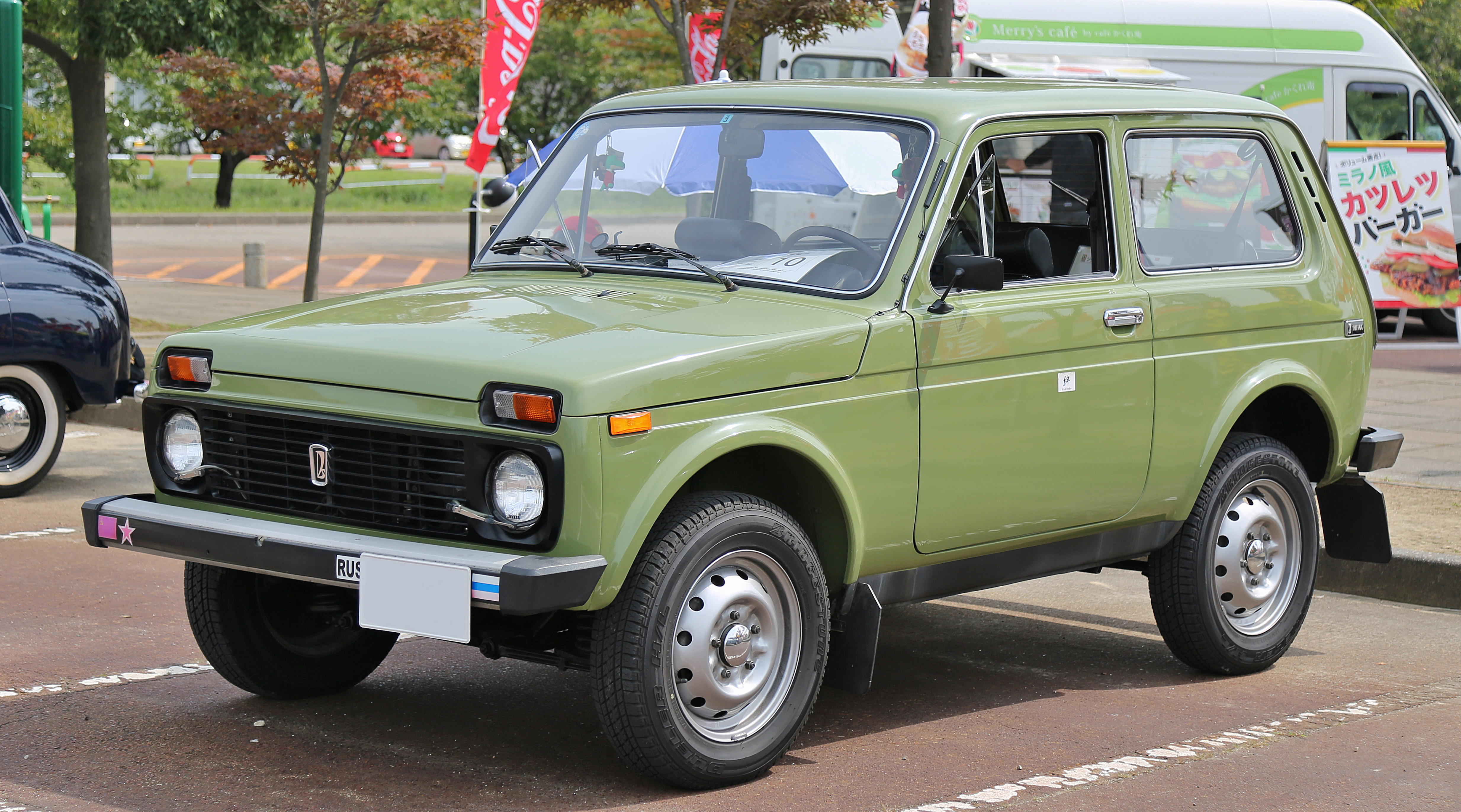
«Нива» — самый успешный экспортный ВАЗ за всю историю

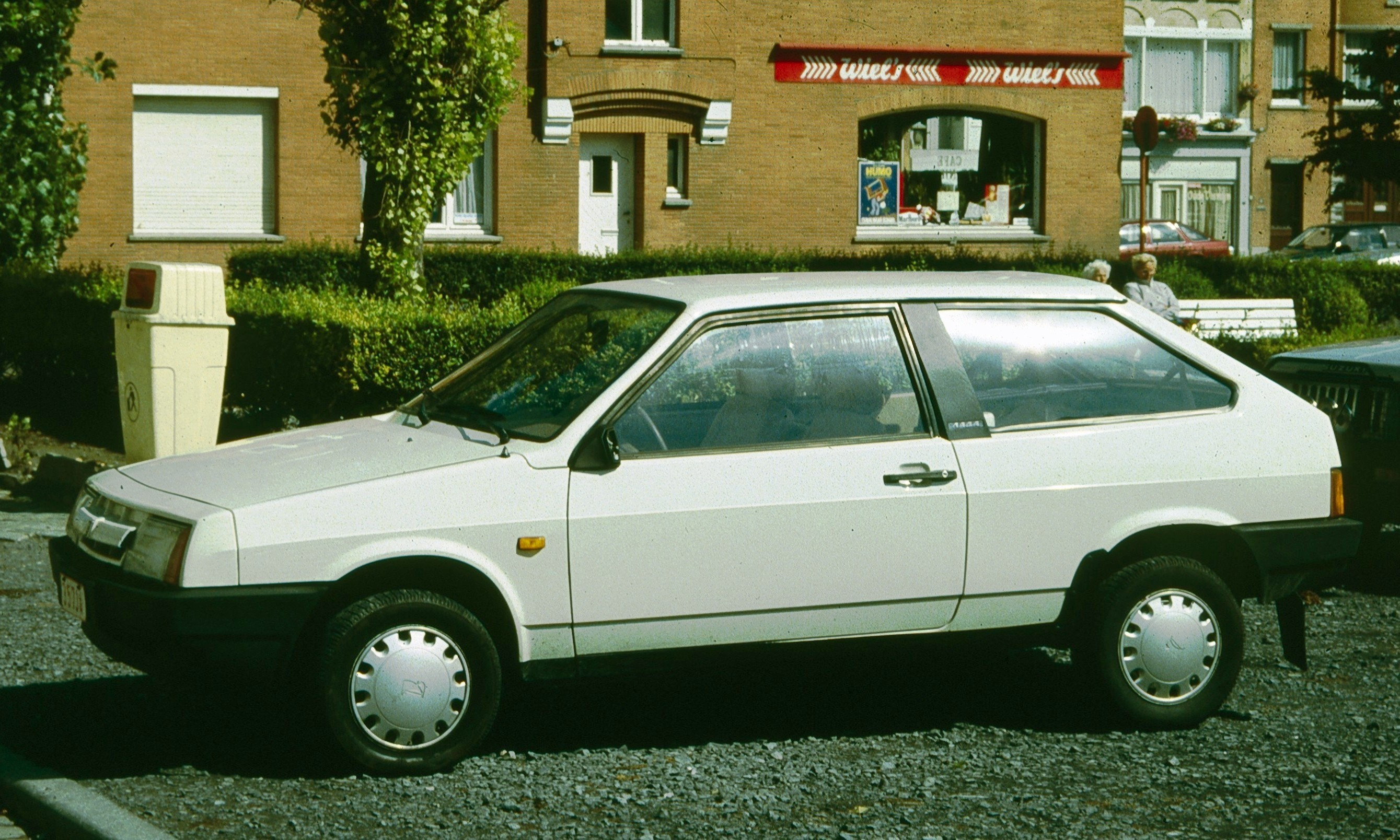
ВАЗ-2108 — первый советский крупносерийный переднеприводной автомобиль

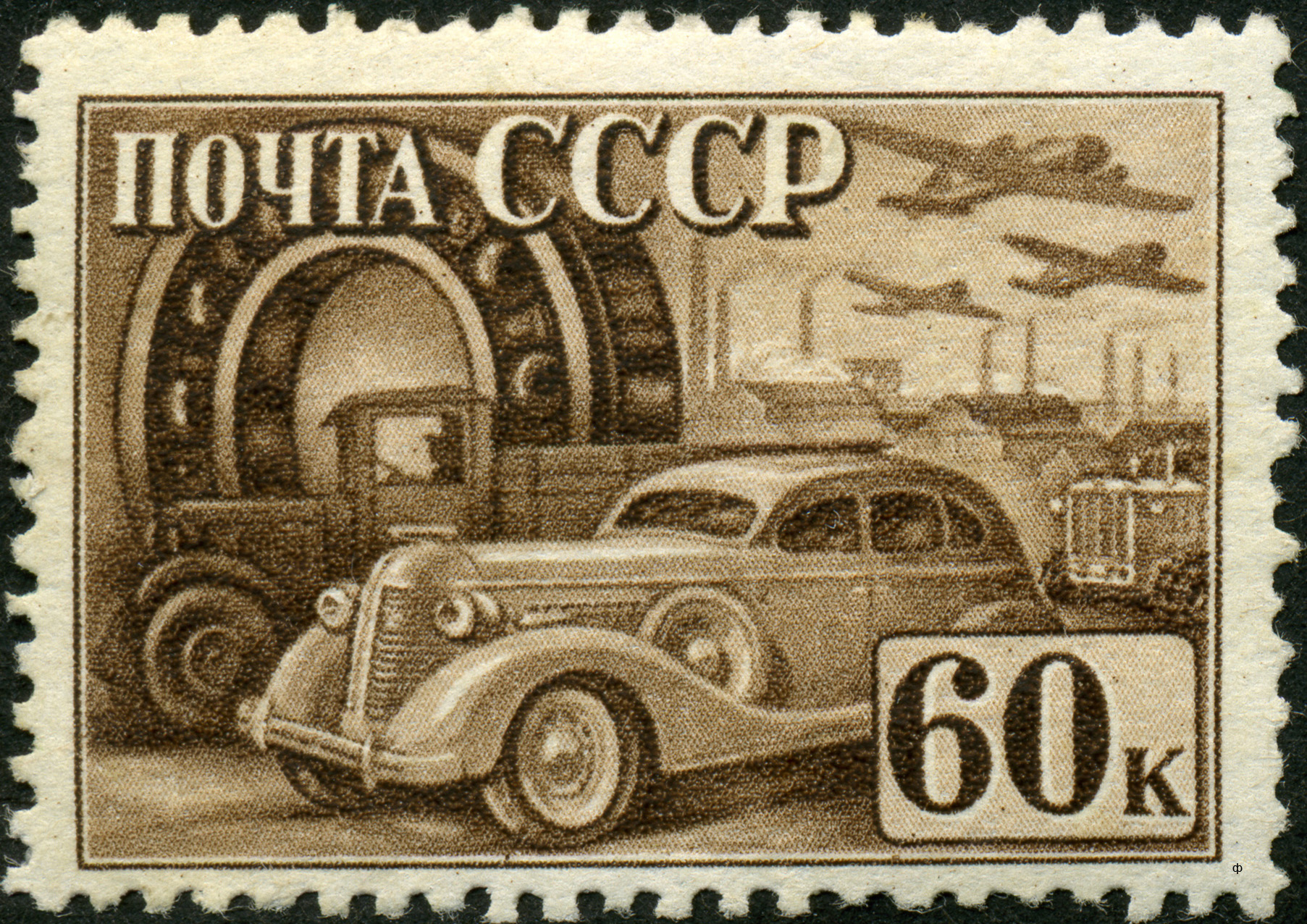
Почтовая марка СССР, 1941 год. Индустриализация: автомобиль

Первый полностью советский автомобиль АМО-Ф-15 был произведён заводом АМО в 1924 году. С этого момента начинается развитие советского автомобилестроения. В 1931—1933 предприятие АМО было реконструировано и, переименованное в ЗИС, выпускало грузовики по лицензии американской фирмы Autocar, а в Нижнем Новгороде (позже Горький) в 1930—1932 было построено предприятие НАЗ (ГАЗ), выпускавшее легковые и грузовые автомобили по лицензии фирмы Ford Motor. Оба предприятия, построенные в ходе индустриализации, стали основой национального автомобилестроения и вместе с менее крупными предприятиями (Первый автосборочный, позже ГЗА (Нижний Новгород/Горький), ЯГАЗ — бывший «Лебедев» (Ярославль), КИМ (Москва) и т. д.) обеспечили к 1938 году выход СССР на первое место в Европе и второе в мире по выпуску грузовиков.
До Великой Отечественной войны автомобильная промышленность СССР произвела свыше 1 млн автомобилей, значительная часть которых поступила в РККА. Также, до войны, автомобилестроительные заводы были сконцентрированы в основном в РСФСР, в индустриальных городах Москва, Ярославль, Горький. В 1930-х были попытки создать автомобильные и автосборочные предприятия в Украинской ССР, в частности в Харькове.
Лишь после войны новые заводы стали строиться в других Советских Республиках. Особо быстрыми темпами росло количество новых автомобильных заводов с конца 1950-х до 1970-х годов, во время принятия программы специализации автомобилестроительных производств и разгрузки их, для высвобождения фондов, для производства определённых типов автомобилей. Например, к 1960-м ЗИЛ сконцентрировался на производстве грузовых автомобилей и легковых высшего класса, передав производство своих автобусов на завод ЛиАЗ. ЯАЗ в 1951 году передал производство двухосных грузовиков на МАЗ, а трехосных в 1958 году — на КРАЗ. В свою очередь, МАЗ перенес изготовление карьерных самосвалов собственной разработки на БелАЗ, а завод ЗАЗ передал производство лёгких грузопассажирских автомобилей повышенной проходимости в Луцк. К 1980 году СССР имел автомобилестроительные предприятия в РСФСР, БССР, УССР, Латвийской ССР, Грузинской ССР, Армянской ССР и Азербайджанской ССР, а ведомственные предприятия ремонтировавшие и выпускавшие специальную технику на базе автомобильной — практически во всех Республиках (кроме Литвы, Киргизии и Туркмении) .
Во время Великой Отечественной войны автозавод ЗИС был эвакуирован в тыл, где на базе его оборудования были созданы новые автомобилестроительные предприятия УльЗИС и УралЗИС (ныне УАЗ и АЗ Урал). В годы войны получила распространение сборка автомобилей из машинокомплектов, поставлявшихся по ленд-лизу.
В 1950—70-х развитие советского автомобилестроения продолжалось экстенсивными методами, причём до начала 70-х основной приоритет отдавался грузовым автомобилям, в частности, армейским многоосным тягачам и полноприводным грузовикам двойного назначения.
Массовая автомобилизация населения СССР началась со строительством Италией под ключ в 1966—1970 годах Волжского автомобильного завода (ВАЗ) в Тольятти и развёртыванием массового выпуска на его мощностях (первоначально 660 тысяч автомобилей в год, а с 80-х — 730 тысяч) легковых автомобилей марок Жигули и Нива (первых массовых комфортабельных безрамных полноприводных внедорожников, что стало достаточно передовым и для Европы). Также с нуля, при участии Renault (техническое оснащение), появилось достаточно крупное производство легковых автомобилей ИжАвто, выпускавшее преимущественно Иж-412.
В 1968 году в Новосибирске начались стендовые испытания автомобильного двигателя ГАЗ-652, работавшего на баллонном водороде.
В начале 1970-х годов в СССР было принято решение о необходимости развития работ по переводу автотранспорта на сжатый природный газ.
В 1976 в строй вошёл крупнейший в Европе завод грузовых автомобилей КамАЗ, строительство которого было начато в 1969. Годовая мощность предприятия была рассчитана на выпуск 150 тысяч грузовиков и 250 тысяч дизельных моторов. С его вводом доля дизельных автомобилей в грузовом парке СССР возросла с 7—8 % до 25 %. Было положено начало дизелизации ряда других советских автомарок: ЗИЛ, УралАЗ, КАЗ, ЛАЗ, ЛиАЗ.
К 1980-м годам советское автомобилестроение добилось очевидных успехов в массовом производстве: по общему производству (по 2,2 млн в 1985 и 1986 годах) СССР занял пятое место в мире (уступая только Японии, США, ФРГ, Франции), по производству грузовиков — третье место, по производству автобусов — первое. Однако одновременно стали проявляться кризисные явления, типичные для эпохи застоя: фактически прекратился рост производства легковых автомобилей (стабилизировался на 1,3 млн в год), при этом их доля составила немного более половины от всего автопроизводства (что намного меньше чем в развитых странах), чрезмерно затягивались НИОКР, оставалось низким качество комплектующих и сборки, сохранялся устойчивый дефицит запчастей. Однако в это десятилетие были освоены принципиально новые переднеприводные легковые модели с кузовами хетчбэк: ВАЗ-2108 «Спутник», Москвич-2141 «Алеко», ВАЗ-1111 «Ока» и ЗАЗ-1102 «Таврия» и подготовлено массовое производство дизельных среднетоннажных грузовиков ГАЗ-4301 и ЗИЛ-4331 и автобусов ЛиАЗ-5256 и ЛАЗ-4202. При этом, во второй половине 1980-х примерно четверть от выпуска легковых автомобилей поставлялась на экспорт. Так в 1986 году из 1 340 272 выпущенных автомобилей на экспорт ушло 305 540 машин, из которых существенная часть в страны Западной Европы.
После 1981 года был принят ряд постановлений, направленных на форсированное производство газобаллонных автомашин, строительство сети автомобильных газонаполнительных компрессорных станций и изготовления необходимого для них оборудования.

## Производство
| Годы | Легковые | Грузовые | Автобусы | Троллейбусы |
| ---- | -------- | -------- | -------- | ----------- |
| 1935 | 18,9     | 76,8     | 0,9      | 0,098       |
| 1940 | 5,5      | 135,9    | 3,9      | 0,074       |
| 1945 | 5        | 68,5     | 1,1      | 0           |
| 1950 | 64,5     | 294,4    | 3,9      | 0,171       |
| 1955 | 107,8    | 328      | 9,4      | 0,360       |
| 1960 | 138,8    | 362      | 22,7     | 0,6         |
| 1965 | 201,1    | 379,6    | 35,5     | 1,5         |
| 1970 | 344,2    | 524,5    | 47,3     | 2,2         |
| 1975 | 1 201    | 696      | 67       | 1,9         |
| 1980 | 1 327    | 787      | 85,3     | 2           |
| 1985 | 1 333    | 823      | 90,8     | 2,4         |
| 1990 | 1 260    | 774      | 86,3     | 2,4         |

### Легковые автомобили
Производством легковых автомобилей в СССР занимались следующие заводы — автомобильный завод им. Ленинского комсомола (АЗЛК), Волжский (АвтоВАЗ), Горьковский (ГАЗ), завод имени Лихачёва (ЗиЛ), Ижевский (ИжМаш), Ульяновский (УАЗ), Серпуховский (СеАЗ), а также Запорожский (ЗАЗ), Луцкий (ЛуАЗ), Ереванский (ЕрАЗ), Рижский (РАФ), Вильнюсский завод спортивных автомобилей (VFTS).  
Резкий рост производства легковых автомобилей в СССР начался в 1933 году, превзойти довоенные показатели удалось только в 1949. В 1972 году производство легковых автомобилей впервые обогнало годовой выпуск грузовых автомобилей.
Наивысший пик производства легковых автомобилей в 1987 году — 1,346 млн в год.
В 1990 году СССР занимал 8 место в мире по производству легковых автомобилей:
- Япония — 9,95 млн
- США — 6 млн
- Германия — 4,6 млн
- Франция — 3,3 млн
- Италия — 1,87 млн
- Испания — 1,73 млн
- Великобритания — 1,3 млн
- СССР — 1,26 млн

В 1990 году в США было зарегистрировано около 134 млн легковых автомобилей. В СССР в личной собственности состояло около 17 млн легковых автомобилей.

### Грузовые автомобили
Производством грузовых автомобилей в СССР занимались следующие заводы — Горьковский (ГАЗ), завод имени Лихачёва (ЗиЛ), Камский (КамАЗ),  Уральский (УралАЗ), Брянский (БАЗ), Курганский, а также Белорусский (БелАЗ), Минский (МАЗ), Могилёвский (МоАЗ), Кутаисский (КАЗ), Кременчугский (КрАЗ), Одесский (ОдАЗ).
С 1929 года ежегодное производство грузовых автомобилей в СССР демонстрирует бурный рост, от полутора тысяч до 180 тысяч в предвоенные годы. Превзойти довоенные показатели удалось только в 1949 году. В 1950-1970 годах годовой выпуск грузовых автомобилей в СССР превышал объём производства легковых автомобилей в 3-2 раза. В 1971 году производство легковых автомобилей догнало по объёму производства грузовые автомобили и со следуещего года заняло лидирующие позиции.
Наивысший пик производства грузовых автомобилей в 1985 году — 823 тыс в год.
В период 1970‑1990 гг. СССР занимал 3 место в мире  и 1 место в Европе по производству грузовых автомобилей и автобусов: 
- США — 3,7 млн
- Япония — 3,5 млн
- СССР — 0,86 млн

### Автобусы
На 1990 год производством городских автобусов занимались следующие заводы — Ликинский (ЛиАЗ), Павловский (ПАЗ), Курганский (КавЗ), Яхромский (ЯАЗ), а также Львовский (ЛАЗ), Каунасский (КАГ) и Чкаловский (ЧАЗ). Наивысший пик производства автобусов в СССР в 1988 году — 94,3 тыс за год.

Советские автобусы, начиная со второй половины 20-х годов, строились на базе грузовых автомобилей АМО-Ф-15 и Я-6. В связи с большой нехваткой пассажирских автобусов Советское правительство прибегло к их импорту. В СССР в 1920-х годах работали автобусы производителей Великобритании, Германии, Австрии и Италии. Кроме этого, в крупных городах страны местные предприятия освоили выпуск автобусных кузовов, устанавливая их на различные шасси грузовых автомобилей, в том числе и импортных. Начиная с 1930-х годов производителем автобусов в СССР становится АМО (с 1933 года ЗИС). Появляются такие модели автобусов как АМО-4, ЗИС-8, ЗИС-16. В 1932 году выпущен первый в СССР трёхосный автобус ЯА-2. В это же время мастерские городов-курортов осваивают автобусы с открытыми кузовами типа «Шарабан». Для них активно используют как импортные, так и отечественные шасси. С 1933 года завод «Гудок Октября» осваивает автобусы на базе грузовых автомобилей ГАЗ-АА. Во второй половине 30-х начинаются первые попытки создания автобусов вагонной компоновки их яркими образцами становятся опытные автобусы НИИГТ и НАТИ-А. Однако, серийное производство таких автобусов в СССР откладывается, в том числе и в связи с началом Великой Отечественной войны.
В первые послевоенные годы производство автобусов сконцентрировано в Москве (ЗИС) и Горьком (ГЗА). Московский автомобильный завод имени Сталина в 1947 году начинается производство нового городского автобуса дизель-электрического ЗИС-154 с кузовом вагонной компоновки. Горьковский завод автобусов с 1949 года осваивает выпуск капотного автобуса ГЗА-651 на шасси нового грузовика ГАЗ-51. Фактически, этому автобусу за его почти четверть вековую историю предстоит стать одним из самых массовых, пройти выпуск на трёх заводах, а также сохраниться в виде многочисленных копий выпускаемых различными ведомственными предприятиями вплоть до 90-х годов, не всегда относящимися к Минавтопрому. Кроме главных производителей автобусов, в СССР 40-50-х годов свои автобусы для местных нужд осваивают и другие производители. Выпуск собственных автобусов начинается в Ленинграде на авторемонтных предприятиях АТУЛа (Ленинградского автотранспортного управления Ленгорисполкома), в Каунасе (Литовская ССР), в Тарту (Эстонская ССР), в Риге (Латвийская ССР). А на Борисовском авторемонтном завод в Беларуси в 1953 году представлен один из первых в СССР автобусов малой вместимости вагонной компоновки, фактически родоначальник будущих автобусов ПАЗ. В 1949 году городской автобус ЗИС-154 уступает место новому более скромному автобусу ЗИС-155. Производство автобусов малой вместимости с Горьковского завода автобусов переносится в город Павлово-на-Оке на новый Павловский автобусный завод, таким образом появляется новая марка автобуса ПАЗ. В начале 50-х годов встаёт вопрос о создании специализированного автобуса для междугороднего сообщения. Этой работой было поручено заняться заводу ЗИС. В 1955 году он начинает производство такого автобуса ЗИС-127, который по достоинству можно было назвать одним из самых красивых и комфортабельных советских автобусов. В это же время предприятия в Риге и Тарту осваивают производство автобусов малой вместимости с вагонной компоновки кузова РАФ-251 и ТА-6. В 1958 году к ним присоединяется ПАЗ представив свою новую модель ПАЗ-652. В середине 50-х во Львове начинается реконструкция и расширение завода ранее выпускавшего автолавки, автокраны и автомобильные прицепы для будущего производства автобусов получивших марку ЛАЗ. Первоначально собирались перенести туда производство автобусов ЗИС-155, однако группа конструкторов во главе с В. В. Осепчуговым знакомясь с опытом зарубежных автобусных производителей (Mercedes-Benz и Deutz) создают принципиально новую линейку автобусов ЛАЗ — пригородных и туристических машин способных обслуживать так же междугородные маршруты. Их производство на новом Львовском автобусном заводе начинается с 1956 года. Завод имени Сталина, в это время уже Завод имени Лихачёва (ЗИЛ) прекращает производство автобусов ЗИС-155 и начинает выпуск автобусов ЗИЛ-158, которые являются более совершенным продолжением предыдущей модели. В конце 50-х годов в связи с началом компании по специализации автомобильных производств, появляются новые автобусные заводы. Так, производство капотных автобусов из Павлово-на-Оке переносится в Курган (КАвЗ). Производство городских автобусов из Москвы переводят в Ликино-Дулево (ЛиАЗ). Рижская автобусная фабрика (РАФ) начинает производство первых в СССР микроавтобусов. Параллельно с этим десятки различных предприятий по стране осваивают производство автобусов на шасси грузовых автомобилей, (прежде всего ГАЗ-51) для нужд различных организаций. Как правило это автобусы малой вместимости. Такие автобусы начинают строить в Чернигове, Краснодаре, Первомайском, Риге, Тарту, Ленинобад-30, а также за пределами СССР в ГДР, для нужд советских войск в Германии. В 1966 году во Львове создано Головное союзное конструкторское бюро по автобусам (ГСКБ) позже переименованное в во Всесоюзный конструкторско-экспериментальный институт автобусостроения (ВКЭИ). Этот институт стал основным проектировщиком перспективных моделей автобусов для советских предприятий.
Фактически единственным советским производителем микроавтобусов был РАФ, не считая импортных польских «Nysa» и «Żuk», а также полноприводного УАЗ-452В, который выпускался на Ульяновском автозаводе в относительно небольшом количестве и в основном поставлялся на экспорт.

### Троллейбусы
В 1933 году первые троллейбусы появились в Москве, а с 1936 года троллейбусные маршруты появились на улицах Киева, Ростова-на-Дону, Тбилиси и Ленинграда. Производством первых троллейбусов в СССР — серий ЛК и ЯТБ-1 с 1930-х годов занимались заводы АМО (ЗИС), СВаРЗ, Ярославский автомобильный завод (ЯАЗ) и завод «Динамо». В 1946—1951 годах производство троллейбусов МТБ-82 было развёрнуто на Тушинском авиационном заводе № 82, а потом перенесено на завод им. Урицкого (ЗИУ). Ремонтом подвижного состава занимались Московский троллейбусный завод, Петербургский троллейбусный завод (ПТЗ) и Петербургский трамвайно-механический завод.
Наивысший пик производства троллейбусов в СССР в 1987 году — 2561 за год.

## После распада СССР
С распадом СССР в 1991 году советское автомобилестроение распалось на национальные автомобильные промышленности, судьба которых сложилась по-разному. В России, Украине и Белоруссии остатков советского автомобилестроения оказалось достаточно для формирования национальных отраслей. Отдельные заводы в других республиках (например, Грузии, Латвии, Армении) не смогли пережить разрыв кооперации и изменение экономической модели.